# 隊務スリップ
『隊務スリップ』（たいむスリップ）は、新田たつおによる日本の漫画作品。小学館『ビッグコミック』に2014年第1号（2013年12月25日発売）から2016年第2号（2016年1月9日発売）まで連載。
日本国憲法第9条が撤廃された近未来の日本を舞台とする、シリアスなストーリーにギャグを織り交ぜた、新田たつおの漫画の定番的スタイルの作品。新田は『東京新聞』の取材に対して「九条は絶対に必要との思いを込めた。関心のない若い人に読んでほしい」と述べた。またこの作品を書いた理由は、安倍晋三が「憲法を改正して自衛隊を国防軍に」という発言をしたため。

## あらすじ
近未来、東京は核テロに見舞われ、これをきっかけに、日本では再び軍が台頭していた。日本国軍はアフリカに派兵したが、現地でテロ国家相手に苦戦を強いられていた。精鋭の職業軍人の犠牲を避けたい軍の意向と、余剰の人員を軍に押し付けたい財界の意向とが一致した結果、政府内で徴兵制の復活が企図された。
首都・熱海都の倒産寸前の饅頭屋に勤務する青乃盾は、「人類最弱」とあだ名される虚弱体質の持ち主。饅頭屋の主人・五代目饅頭屋宗兵衛は、軍からの大型の発注の見返りに、全従業員を軍に出向させることで日本国軍の龍騎玄一郎大佐と合意した。その結果、青野とその同僚は、徴兵制のサンプルとして3か月の軍事訓練を受けることになった。

## 登場人物
- 青乃盾
  - この作品の主人公。「人類最弱」とあだ名されるほど体が弱い。だが実はある力の持ち主で反戦組織の一人[4]。

## 単行本
- 新田たつお『隊務スリップ』小学館〈ビッグコミックス〉、全6巻
  1. 2014年6月30日発売 ISBN 978-4-09-186238-9
  2. 2014年10月30日発売 ISBN 978-4-09-186574-8
  3. 2015年2月27日発売 ISBN 978-4-09-186794-0
  4. 2015年6月30日発売 ISBN 978-4-09-187070-4
  5. 2015年11月30日発売 ISBN 978-4-09-187350-7
  6. 2016年1月29日発売 ISBN 978-4-09-187438-2